# Erie Commodores FC
Erie Commodores FC, anteriormente conhecida como Erie Admirals SC, é uma agremiação esportiva da cidade de Erie, Pensilvânia.  Atualmente disputa a National Premier Soccer League.
O clube possui esse nome em homenagem ao comodoro Oliver Hazard Perry, que tinha sua base de operações em Erie na Batalha do Lago Erie, durante a Guerra de 1812.

## História
O clube foi fundado com o nome de Erie Admirals SC e com esse nome foi vice-campeão da NPSL em 2009, perdendo a final para o Sonoma County Sol por 2x1. A equipe voltaria a fazer boas companhas nos anos seguintes, chegando as semifinais em outras duas oportunidades, em 2011 e 2013. No dia 24 de abril de 2015 a equipe muda de nome para Erie Commodores FC.

## Clássicos

### Erie County Derby
O Erie County Derby é um clássico entre o Erie Commodores FC e o FC Buffalo e possui esse por ser um confronto de duas equipes que se localizam em condados com mesmo nome, o Condado de Erie em Nova Iorque e o Condado de Erie na Pensilvânia.

## Estatísticas

### Participações
|  | Participações em 2018 |

| Competição     | Competição               | Temporadas | Melhor campanha | Estreia | Última | P | R |
| Estados Unidos | Lamar Hunt U.S. Open Cup | 1          | Estreia (2018)  | 2018    | 2018   |   | – |